# Pseudomalus
Pseudomalus – rodzaj błonkówek z grupy żądłówek i rodziny złotolitkowatych.

## Morfologia
Wgłębienie między trzonkami czułków (ang. scapal basin) głębokie, gładkie, pozbawione szczecin. Malar space krótsza niż średnica oka i przedzielona poziomo na dwa za pomocą listwy policzkowej. Boki przedplecza głęboko wklęśnięte. Punkty na tarczce drobne i rozproszone z wyjątkiem grupki dużych, gęsto rozmieszczonych punktów między notauli. Przednia krawędź scutellum niezmodyfikowana. Śródplecze szeroko zaokrąglone. Odnóża przednie o goleniach żeberkowanych po stronie brzusznej. Trzeci tergit odwłoka zwykle z dużym wycięciem pośrodku.

## Systematyka i rozmieszczenie
Do rodzaju tego należą 42 opisane gatunki, zasiedlające Holarktykę, dawniej zaliczane do rodzaju Omalus, w tym:
- Pseudomalus abdominalis (Du Buysson, 1887)
- Pseudomalus auratus (Linnaeus, 1758)
- Pseudomalus bergi (Semenov, 1932)
- Pseudomalus borodini (Semenov, 1932)
- Pseudomalus meridianus Strumia, 1996
- Pseudomalus pusillus (Fabricius, 1804)
- Pseudomalus ruthenus (Semenov, 1932)
- Pseudomalus triangulifer (Abeille de Perrin, 1877)
- Pseudomalus violaceus (Scopoli, 1763)

W Polsce występują cztery gatunki: P. auratus, P. pusillus, P. triangulifer i P. violaceus.